# مالكوم غيبون
مالكوم غيبون (بالإنجليزية: Malcolm Gibbon)‏ هو لاعب كرة قدم بريطاني، ولد في 24 أكتوبر 1950 في شيلدز الشمالية ‏ في المملكة المتحدة. لعب مع بورت فايل.